# Fitchiella robertsonii
Fitchiella robertsonii är en insektsart som först beskrevs av Fitch 1856.  Fitchiella robertsonii ingår i släktet Fitchiella och familjen Caliscelidae. Inga underarter finns listade i Catalogue of Life.